# قلعه تویاما
قلعه تویاما (به ژاپنی: 富山城 Toyama-jō)) یک قلعه ژاپنی است که در تویاما (شهر) در استان تویاما واقع شده است. 